# 深日港駅
深日港駅（ふけこうえき）は、大阪府泉南郡岬町にある、南海電気鉄道多奈川線の駅。駅番号はNK41-2。

## 歴史
- 1948年（昭和23年）11月3日：多奈川線の深日町駅 - 多奈川駅間に新設。
- 2023年（令和5年）10月10日：無人化[1]。

## 駅構造
単式1面1線のプラットホームを持つ地平駅である。多奈川線の駅では唯一、開設当初から列車交換が不可能な駅構造となっている。
ホームは線路から見て北側にある。ホームは6両分の長さがあるが、南海本線への直通急行廃止に伴い比較的長編成の列車の乗り入れはなくなったため、ホームには2両分を残して柵がされている。また、みさき公園駅寄りにある駅舎には、かつて繁忙期に使用されていた臨時改札口の跡が残っている。トイレは改札内に設置されている。

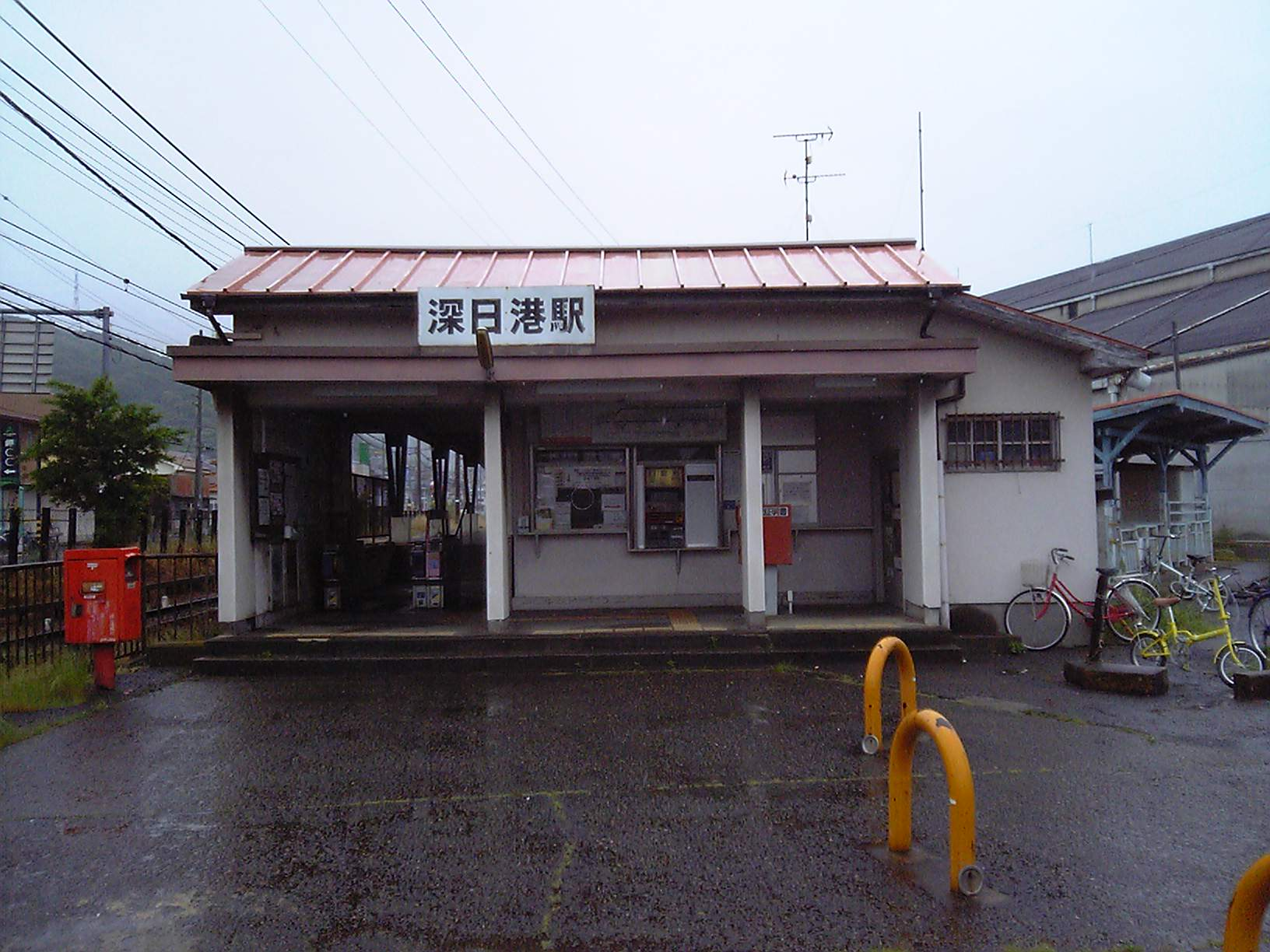
駅舎（2010年5月）
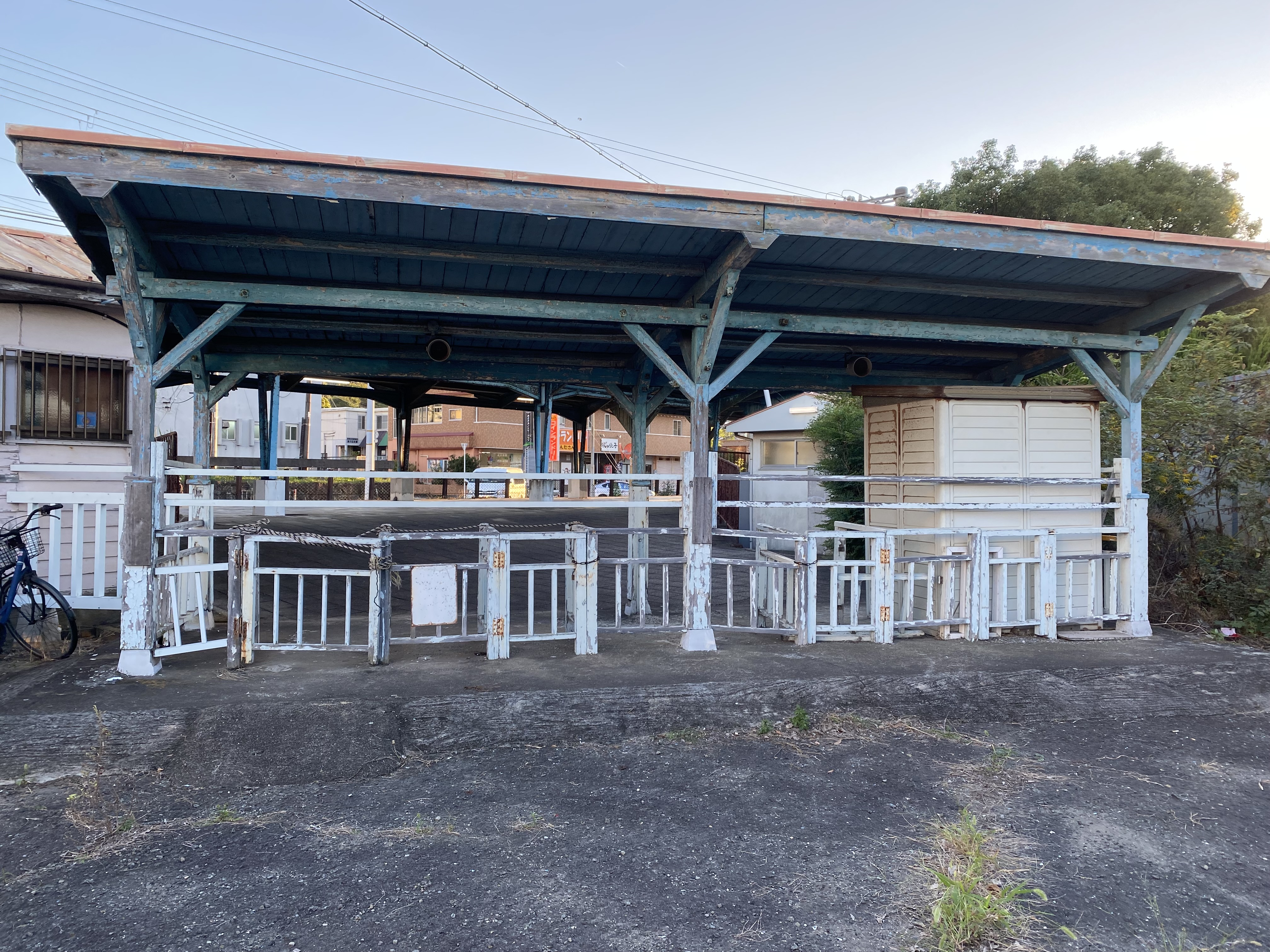
臨時改札口（2021年10月）
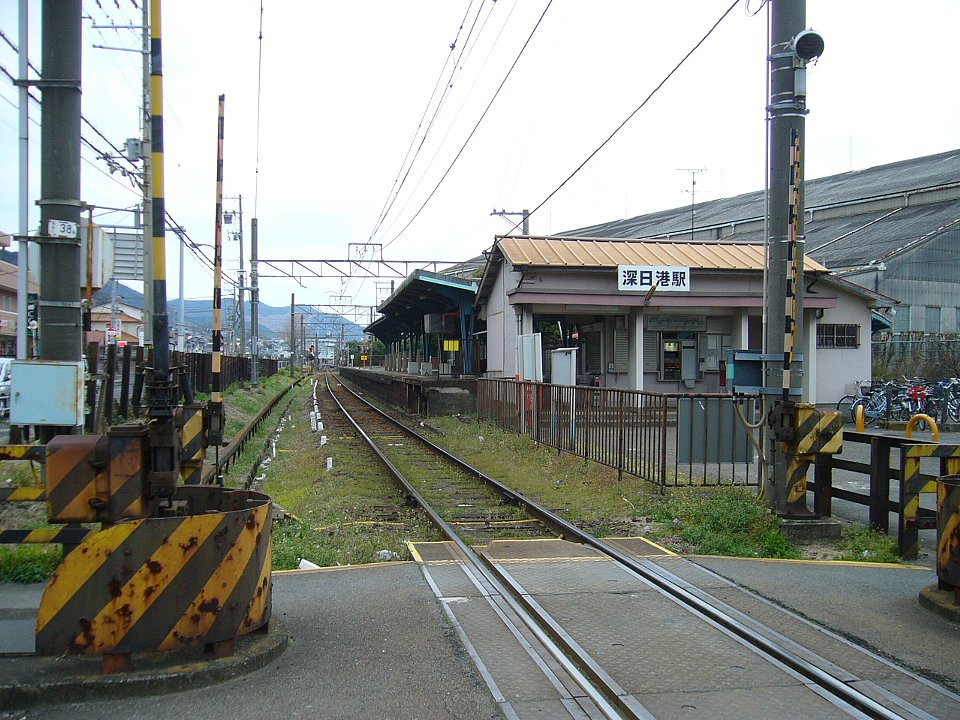
駅舎と構内
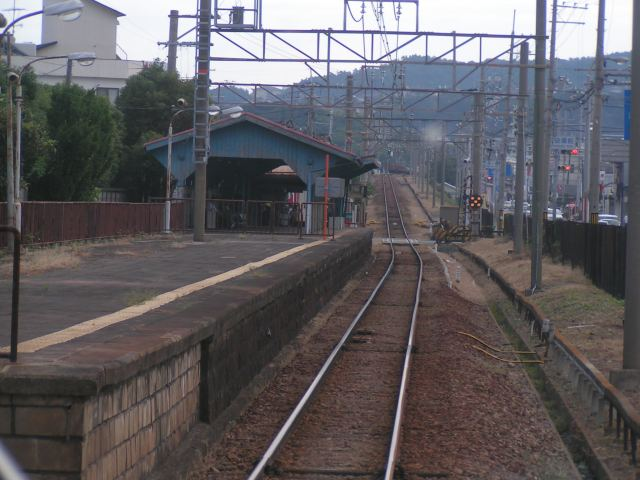
みさき公園方面を望む（2005年10月）

## 利用状況
2022年度の乗降人員は、1日あたりの平均乗降客数は656人となっており、南海の駅全体では100駅中74位である。
各年次の1日平均乗降人員数は下表の通り。
| 年次               | 1日平均 乗降人員 | 備考    |
| ------------------ | ---------------- | ------- |
| 1990年（平成02年） | 2,346            |         |
| 1991年（平成03年） | 2,267            |         |
| 1992年（平成04年） | 2,182            |         |
| 1993年（平成05年） | 2,100            |         |
| 1994年（平成06年） | 1,874            |         |
| 1995年（平成07年） | 1,744            |         |
| 1996年（平成08年） | 1,690            |         |
| 1997年（平成09年） | 1,620            |         |
| 1998年（平成10年） | 1,478            |         |
| 1999年（平成11年） | 1,385            |         |
| 2000年（平成12年） | 1,338            |         |
| 2001年（平成13年） | 1,204            |         |
| 2002年（平成14年） | 1,122            |         |
| 2003年（平成15年） | 1,087            |         |
| 2004年（平成16年） | 1,021            |         |
| 2005年（平成17年） | 935              |         |
| 2006年（平成18年） | 881              |         |
| 2007年（平成19年） | 843              |         |
| 2008年（平成20年） | 835              |         |
| 2009年（平成21年） | 802              |         |
| 2010年（平成22年） | 744              |         |
| 2011年（平成23年） | 708              |         |
| 2012年（平成24年） | 685              |         |
| 2013年（平成25年） | 668              |         |
| 2014年（平成26年） | 731              |         |
| 2015年（平成27年） | 734              |         |
| 2016年（平成28年） | 699              |         |
| 2017年（平成29年） | 690              |         |
| 2018年（平成30年） | 708              |         |
| 2019年（令和元年） | 698              |         |
| 2020年（令和02年） | 560              |         |
| 2021年（令和03年） | 596              | [ * 2 ] |
| 2022年（令和04年） | 656              | [ * 1 ] |

## 駅周辺
駅からすぐ南（府道65号線沿い）に岬町役場があり、役場前からは町内巡回バスのミニループバスみさきが各方面へ連絡している。また、近隣の徒歩圏内にオークワ岬店や岬緑ヶ丘郵便局がある。
駅のすぐ北に深日港があり、かつてはここから淡路島方面への大阪湾フェリー・深日海運および徳島港方面への徳島フェリーが発着していた。しかし、徳島航路は大鳴門橋の供用開始後に廃止されたほか、淡路航路も関西国際空港の開港と前後して泉佐野港発着に変更された。さらに友ヶ島への航路も休止、再開後は発着港が加太港へ変更されたため、深日港からの定期旅客航路は全てなくなった。なお、駅と港の間を結ぶ道沿いには既に廃業したかつての土産物店や飲食店、旅館などの跡が立ち並び、往時の賑わいを偲ばせている。
ただし2017年から、洲本港への「深日洲本ライナー」の試験運航が期間限定で行われている。

## 隣の駅
南海電気鉄道
 多奈川線
深日町駅 (NK41-1) - 深日港駅 (NK41-2) - 多奈川駅 (NK41-3)

#### 本文中の出典
1. ↑  “gerett_etc.pdf”. 2023年9月13日閲覧。
2. ↑  “深日洲本ライナーについて”.   深日洲本ライナー. 2023年5月3日閲覧。

#### 利用状況の出典
1. ↑  “大阪府／大阪府統計年鑑”.   大阪府. 2023年10月28日閲覧。

ハンドブック南海
1. 1 2 3  南海電鉄株式会社総務広報部『2023 HAND BOOK NANKAI』（PDF）（レポート）2023年8月、68頁。オリジナルの2023年12月20日時点におけるアーカイブ。2024年1月20日閲覧。
2. ↑  “2022年度版 ハンドブック南海” (PDF).   南海電気鉄道. pp. 76-77 (2022年7月). 2023年5月3日閲覧。